# Tatari multispinosus
Genre
Espèce
Tatari multispinosus, unique représentant du genre Tatari, est une espèce d'araignées aranéomorphes de la famille des Salticidae.

## Distribution
Cette espèce est endémique du Vanuatu.

## Publication originale
- Berland, 1938 : Araignées des Nouvelles Hébrides. Annales de la Société Entomologique de France, vol. 107, p. 121-190.